# Pycnostictus seriatus
Pycnostictus seriatus är en insektsart som beskrevs av Henri Saussure 1884. Pycnostictus seriatus ingår i släktet Pycnostictus och familjen gräshoppor. Inga underarter finns listade i Catalogue of Life.